# Chassal-Molinges
Chassal-Molinges – gmina we Francji, w regionie Burgundia-Franche-Comté, w departamencie Jura. W 2013 roku liczba ludności wynosiła 1156 mieszkańców. 
Gmina została utworzona 1 stycznia 2019 roku z połączenia dwóch ówczesnych gmin: Chassal oraz Molinges. Siedzibą gminy została miejscowość Molinges. 